# 比利亚埃雷罗斯
比利亚埃雷罗斯，是西班牙卡斯蒂利亚-莱昂帕伦西亚省的一个市镇。 总面积41平方公里，总人口248人（2001年），人口密度6人/平方公里。